# Notre-Dame de Chartres

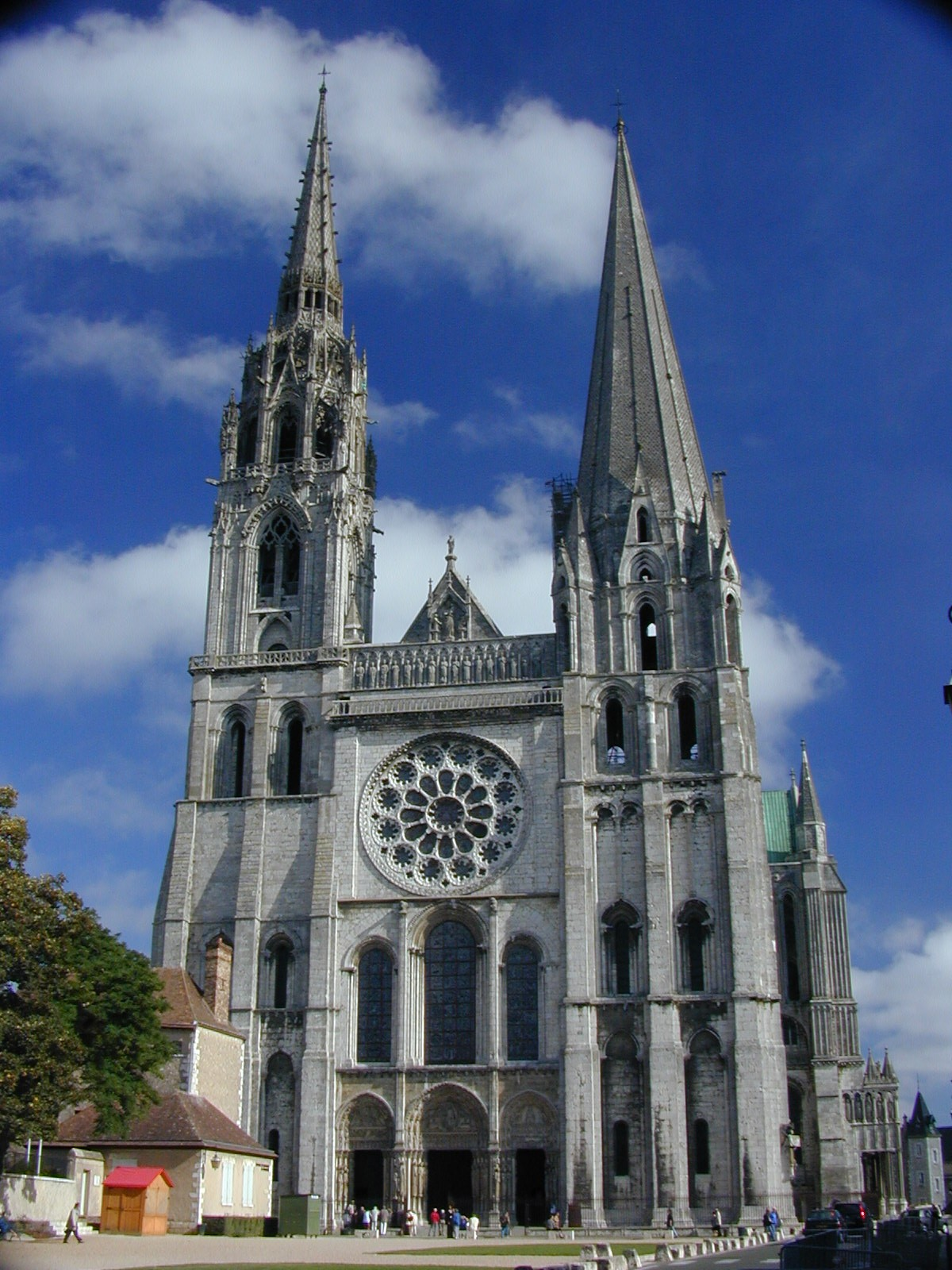
Katedralens västra fasad.

Cathédrale Notre-Dame de Chartres är en romersk-katolsk katedral i den franska staden Chartres (80 kilometer sydväst om Paris) och anses vara en av gotikens främsta arkitektoniska bedrifter.

## Historia
Byggandet av den nya kyrkan på den romanska grunden där det tidigare funnits flera tempel och kyrkor lades 1145 men fredagen 10 juni 1194 förstördes nästan hela katedralen (utom västra fasadens nedre del), kryptan samt stora delar av staden i en brand. Större delen av den nuvarande byggnaden uppfördes sålunda mellan 1198 och 1220.
Katedralen byggdes under kort tid efter en enhetlig plan och har till skillnad från de flesta medeltida katedraler inga större om- eller tillbyggnader. Katedralen var den första som byggdes med strävbågar. Mellan 1507 och 1513 uppfördes en ny tornspira. 1514 började franska mästare skapa de snidade reliefer i koret som skildrar Jungfru Marias liv.
Efter att en brand förstört katedralens tak 1836 inleddes en restaurering som pågick under resten av 1800-talet. 1979 var Katedralen i Chartres en av de första byggnaderna som upptogs på Unescos världsarvslista.

## Katedralen
Katedralen är en av de bäst bevarade medeltida katedralerna. Till skillnad från så gott som alla andra medeltida katedraler har nästan inga om- eller tillbyggnader gjorts, förutom spiran som uppfördes tidigt 1500-tal. De 176 glasmålade originalfönstren är den största samling av medeltida glasmålningar i världen.
Det utmärkande för västfasaden är de asymmetriska tornspirorna. Det södra (högra) tornet byggdes under 1200-talet, medan det norra (vänstra) tornet uppfördes under tidigt 1500-tal. Portalerna är utsmyckade med statyer och skulpturer.
I det stora navet finns en cirkelformad labyrint. Cirkelformen symboliserar evigheten, Guds fullkomlighet och solen, som i sin tur en symbol för Kristus. Labyrinten är drygt 12 meter i diameter och noga utformad efter matematiska och symboliska principer. Vägen in i labyrinten består av 276 ljusa och hårda stenar med en bredd på cirka 34 centimeter. Den sista stenen vid ingången till mitten är 1,64 meter lång, vilket tros motsvara den genomsnittliga längden för en medeltida människa. Labyrintens mitt har en diameter på 2,942 meter. Den innersta cirkeln är 1,57 meter i diameter och bestod ursprungligen av en kopparplatta.
Värt att notera är de vackra glasmålningarna, totalt över 2 600 m²; de moderna är utförda av bland annat Marc Chagall. De flesta är originalglas från 1200-talet, noggrant konstruerade för att släppa igenom ljus. En bit tyg, som enligt legenden utgör en bit av Jungfru Marias slöja, förvaras och vördas som relik i katedralen.
Katedralen i Chartres upptogs 1979 på Unescos världsarvslista.

## Bilder
| - Norra rosettfönstret. - Plan över labyrinten - Labyrinten |

## Fakta
- Längd: 130 meter
- Bredd: 32 meter
- Skepp: 
  - höjd: 37 meter, bredd: 16,4 meter
- Torn: 
  - höjd: 113 meter (nordvästra tornet), 105 meter (sydvästra tornet)